# Extrakunia montana
Extrakunia montana là một loài bướm đêm trong họ Noctuidae.